# Albert Fruth
Albert Fruth (* 9. August 1885; † 25. März 1972) war ein deutscher Verwaltungsjurist und Ministerialbeamter.

## Werdegang
Fruth legte 1916 die große juristische Staatsprüfung ab. Von 1921 bis 1932 war er im Bayerischen Staatsministerium für Unterricht und Kultus tätig. 1932 wurde er Bezirksoberamtmann und Vorstand des Bezirksamtes Hammelburg. Auseinandersetzungen mit nationalsozialistischen Stellen führten 1938 zu seiner Versetzung an die Regierung der Pfalz in Speyer.
Nach Ende des Zweiten Weltkriegs war er zwei Jahre bei der Regierung von Schwaben tätig. 1948 kehrte er in das Kultusministerium zurück und wurde Leiter der Kunstabteilung. In dieser Funktion förderte er insbesondere den Wiederaufbau der Alten Pinakothek. Er trat im Amt eines Ministerialdirigenten in den Ruhestand.

## Ehrungen
- 1957: Großes Verdienstkreuz der Bundesrepublik Deutschland
- 1961: Bayerischer Verdienstorden